# リリアン・ステューバー
- リリアン・シュトイバー

リリアン・ステューバー（Lillian Steuber, 1908年12月27日 - 1977年6月24日）は、アメリカ出身のピアノ奏者。
ロサンゼルスにリリアン・エリザベス・ステューバー(Lillian Elizabeth Steuber)として生まれる。５歳の頃から地元でジュリアン・パスカルにピアノを学び、11歳の時に地元のガマト・クラブのコンサートで初舞台を踏んだ。16歳の時にはジュリアード音楽院に進学してヨゼフ・レヴィーンとロジーナ・レヴィーンの薫陶を受けた。20歳の時にはアルトゥール・ロジンスキの指揮するロサンゼルス・フィルハーモニー管弦楽団と共演して本格的に演奏活動を始めた。1946年から南カリフォルニア大学のピアノ科教授として後進の指導にも当たるようになった。1955年には放射線科の医師であるローウェル・シドニー・ゴインと結婚し、本名はリリアン・エリザベス・ステューバー・ゴイン(Lillian Elizabeth Steuber Goin)となった。その後、認知症を発症し、1976年に南カリフォルニア大学の職を辞す。
ロサンゼルス郡アルタデナの病院にて死去。